# Nadia Styger
Nadia Styger-Hürlimann, švicarska alpska smučarka, * 11. december 1978, Zug, Švica.
Nastopila je na dveh olimpijskih igrah, leta 2006 je najboljšo uvrstitev dosegla v smuku s petim mestom, leta 2010 pa v superveleslalomu s šestim mestom. V treh nastopih na svetovnih prvenstvih je osvojila bronasto medaljo leta 2007 na ekipni tekmi, v smuku je bila četrta. V svetovnem pokalu je tekmovala dvanajst sezon med letoma 1999 in 2010 ter dosegla štiri zmage in še dve uvrstitvi na stopničke. V skupnem seštevku svetovnega pokala je bila najvišje na enajstem mestu leta 2006, v letih 2006 in 2010 je bila tretja v superveleslalomskem seštevku. 